# Vincenzo Paglia
Vincenzo Paglia (ur. 20 kwietnia 1945 w Boville Ernica) – włoski duchowny rzymskokatolicki, doktor teologii, arcybiskup ad personam, biskup diecezjalny Terni-Narni-Amelia w latach 2000–2012, przewodniczący Papieskiej Rady ds. Rodziny w latach 2012–2016, przewodniczący Papieskiej Akademii Życia w latach 2016–2025.

## Życiorys
Święcenia kapłańskie otrzymał 15 marca 1970 z rąk kard. Angelo Dell’Acqua i został inkardynowany do diecezji rzymskiej. Po święceniach rozpoczął pracę jako wikariusz w Casal Palocco. W 1973 został rektorem kościoła św. Idziego na Zatybrzu. W latach 1981–2000 był proboszczem bazyliki NMP na Zatybrzu.

### Episkopat
4 marca 2000 papież Jan Paweł II mianował go ordynariuszem diecezji Terni-Narni-Amelia. Sakry biskupiej udzielił mu ówczesny Wikariusz Rzymu - Camillo Ruini. Uroczyste objęcie urzędu miało miejsce 16 kwietnia 2000.
26 czerwca 2012 papież Benedykt XVI mianował go przewodniczącym Papieskiej Rady ds. Rodziny. Zastąpił na tym stanowisku kard. Ennio Antonelli.
17 sierpnia 2016 papież Franciszek mianował go przewodniczącym Papieskiej Akademii Życia.